# Ďumbierske Tatry
Ďumbierske Tatry este o arie protejată (arie specială de conservare — SAC, sit de importanță comunitară — SCI) din Slovacia întinsă pe o suprafață de 44.028,46 ha, integral pe uscat.

## Localizare
Centrul sitului Ďumbierske Tatry este situat la coordonatele 48°54′42″N 19°29′03″E / 48.911696°N 19.48426°E.

## Înființare
Situl Ďumbierske Tatry a fost declarat sit de importanță comunitară în aprilie 2004 pentru a proteja 9 specii de plante și 34 de specii de animale. Situl a fost protejat și ca arie specială de conservare în martie 2004.

## Biodiversitate
Situată în ecoregiunea alpină, aria protejată conține 25 de habitate naturale: Formațiuni ierboase bogate în specii de Nardus, dezvoltate pe substraturi silicioase în zone montane (și în zone submontane, în Europa continentală), Pajiști alpine și boreale, Pajiști alpine și subalpine calcaroase, Păduri pe pante, grohotișuri și ravene de Tilio-Acerion, Păduri de fag Asperulo-Fagetum, Păduri aluvionare cu Alnus glutinosa și Fraxinus excelsior (Alno-Padion, Alnion incanae, Salicion albae), Păduri acidofile de Picea de la nivel montan la nivel alpin (Vaccinio-Piceetea), Mlaștini turboase de tranziție și turbării mișcătoare, Liziere de ierburi înalte hidrofile de câmpie și de nivel montan până la alpin, Grohotișuri silicioase de la nivelul montan până la nivelul zăpezii (Androsacetalia alpinae și Galeopsietalia ladani), Peșteri inaccesibile publicului, Pajiști uscate seminaturale și facies de acoperire cu tufișuri pe substraturi calcaroase (Festuco-Brometalia) (* situri importante pentru orhidee), Pante stâncoase silicioase cu vegetație casmofită, Păduri de fag Luzulo-Fagetum, Păduri de fag subalpine medio-europene cu Acer și Rumex arifolius, Tufărișuri cu Pinus mugo și Rhododendron hirsutum (Mugo-Rhododendretum hirsuti), Păduri calcicole cu Pinus sylvestris din Carpații Occidentali, Fânețe de joasă altitudine (Alopecurus pratensis, Sanguisorba officinalis), Pajiști boreale și alpine pe substrat silicios, Fânețe montane, Mlaștini alcaline, Mlaștini împădurite, Păduri de fag din Europa Centrală dezvoltate pe sol calcaros cu Cephalanthero-Fagion, Pante stâncoase calcaroase cu vegetație casmofită, Grohotișuri medio-europene calcaroase, de la nivel colinar și montan.
La baza desemnării sitului se află mai multe specii protejate:
- plante (9): Campanula serrata, Cyclamen fatrense, papucul doamnei (Cypripedium calceolus), Dianthus nitidus, Mannia triandra, Ochyraea tatrensis, Pulsatilla slavica, Pulsatilla subslavica, Scapania carinthiaca
- păsări (12): fâsă de pădure (Anthus spinoletta), înăriță (Carduelis flammea), mugurar roșu (Carpodacus erythrinus), Charadrius morinellus, mierlă de piatră (Monticola saxatilis), pietrar sur (Oenanthe oenanthe), potârniche (Perdix perdix), Plectrophenax nivalis, Prunella collaris, lăstun de mal (Riparia riparia), cocoș de mesteacăn (Tetrao tetrix), fluturașul de stâncă (Tichodroma muraria)
- amfibieni (2): izvoraș-cu-burta-galbenă (Bombina variegata), Triturus montandoni
- mamifere (12): liliac cârn (Barbastella barbastellus), lupul (Canis lupus), vidră de râu (Lutra lutra), râs eurasiatic (Lynx lynx), Marmota marmota latirostris, șoarece de tatra (Microtus tatricus), liliac cu urechi mari (Myotis bechsteinii), liliac de iaz (Myotis dasycneme), liliac comun (Myotis myotis), liliacul mic cu potcoavă (Rhinolophus hipposideros), Rupicapra rupicapra tatrica, urs brun (Ursus arctos)
- nevertebrate (7): Carabus variolosus, Cucujus cinnaberinus, Euplagia quadripunctaria, rădașcă (Lucanus cervus), fluturele purpuriu (Lycaena dispar), Pseudogaurotina excellens, Rosalia alpina
- pești (1): zglăvoacă (Cottus gobio)

Pe lângă speciile protejate, pe teritoriul sitului au mai fost identificate 44 de specii de plante, 14 specii de mamifere, 1 specie de nevertebrate, 1 specie de reptile.